# Santana (hudební skupina)
Santana, též známá jako Santana Blues Band, je americká rocková kapela, založená v San Franciscu v Kalifornii v roce 1966 mexicko-americkým kytaristou Carlosem Santanou. Kapela během své historie prošla různými studiovými a koncertními sestavami, přičemž Santana byl jediným stálým členem. Po podepsání smlouvy s Columbia Records zvýšilo jejich profil vystoupení na festivalu Woodstock v roce 1969 a následně nahráli kritikou oceňovaná a komerčně úspěšná alba Santana (1969), Abraxas (1970) a Santana III (1971). Tato alba byla nahrána „klasickou“ sestavou skupiny, kterou tvořili varhaník a hlavní zpěvák Gregg Rolie, perkusionisté José „Chepito“ Areas a Michael Carabello, bubeník Michael Shrieve a baskytarista David Brown. Mezi hity tohoto období patří „Evil Ways“ (1970), „Black Magic Woman“ (1970), „Oye Como Va“ (1971) a instrumentální skladba „Samba Pa Ti“ (1973).
Po změně sestavy a hudebního směru v roce 1972 kapela experimentovala s prvky jazz fusion na albech Caravanserai (1972), Welcome (1973) a Borboletta (1974). Kapela dosáhla nového vrcholu kritického a komerčního úspěchu se svým osmnáctým albem Supernatural (1999), které obsahovalo singly „Smooth“ (s Robem Thomasem) a „Maria Maria“ (s The Product G&B), oba na prvním místě hitparády Billboard Hot 100. Album se umístilo na vrcholu žebříčků v jedenácti zemích a v USA se ho prodalo 12 milionů kopií. Na 42. ročníku udílení cen Grammy získalo osm cen Grammy, čímž vyrovnalo rekord Michaela Jacksona, a také tři ceny Latin Grammy. V roce 2014 se „klasická“ sestava – s výjimkou Browna, který zemřel v roce 2000 – znovu sešla pro album Santana IV (2016) a skupina nadále koncertuje a nahrává.
Santana patří mezi nejprodávanější skupiny všech dob, s více než 47 miliony certifikovaných prodaných nosičů v USA a odhadovanými 100 miliony prodanými po celém světě. Jejich diskografie zahrnuje 25 studiových alb, z nichž 14 se dostalo do první desítky amerického žebříčku. V roce 1998 byla sestava Santana, Rolie, Carabello, Shrieve, Brown a Areas uvedena do Rock and Roll Hall of Fame.

## Sestava

### Dřívější složení
| zpěv | zpěv |
| --- | --- |
| - Gregg Rolie – 1966-72 - Leon Thomas – 1973 - Leon Patillo – 1974-75 - Greg Walker – 1975-76, 1976-79, 1983-85 - Luther Rabb – 1976 - Joel Badie – 1976                                                                                             | - Alex Ligertwood – 1979-83, 1984-85, 1987, 1989-91, 1992-94 - Buddy Miles – 1986, 1987 - Tony Lindsay – 1991, 1995 -2003 - Vorriece Cooper – 1993 - Curtis Salgado – 1995                                               |
| klávesy | |
| - Gregg Rolie – 1966-72 - Tom Coster – 1972-78, 1983-84 - Richard Kermode – 1972-73 - Chris Rhyne – 1978-79 - Alan Pasqua – 1979-80 | - Richard Baker – 1980-82 - David Sancious – 1984 - Sterling Crew – 1985 - Lawrence Rogers – 1994-99 |
| kytara | |
| - Myron Dove – 2003–2005 - Tom Frazier – 1966-67 - Neal Schon – 1971-72 | - Chris Solberg – 1978-80 - Buddy Miles – 1986 |
| basová kytara | |
| - Gus Rodriguez – 1966-67 - David Brown – 1967-71, 1974-76 - Tom Rutley – 1971-72 - Doug Rauch – 1972-73 - Byron Miller – 1976 - Pablo Telez – 1976-77                                                                                               | - David Margen – 1977-82 - Keith Jones – 1983-84, 1989 - Alphonso Johnson – 1985-89, 1992 - Benny Rietveld – 1990-92, 1997- - Myron Dove – 1992-1996                                                                     |
| bicí | |
| - Rod Harper – 1966-67 - Bob Livingston – 1967-69 - Michael Shrieve – 1969-74, 1988 - Ndugu Leon Chancler – 1974-76, 1988 - Gaylord Birch – 1976, 1991 - Graham Lear – 1976-84, 1985-87 - Chester Thompson – 1984                                    | - Walfredo Reyes – 1989-91, 1992-93 - Billy Johnson – 1991, 1994, 2000-2001 - Rodney Holmes – 1993-94, 1997-2000 - Tommie Bradford – 1994 - Horacio 'El Negro' Hernandez – 1997 - Ricky Wellman – 1997                   |
| perkuse | |
| - Michael Carabello (congas) – 1966-67, 1969-71 - Marcus Malone (congas) – 1967-69 - Jose 'Chepito' Areas (timbales) – 1969-77, 1988-89 - Rico Reyes (timbales) – 1971, 1972 - Victor Pantoja (timbales) – 1971 - Coke Escovedo (timbales) – 1971-72 | - Pete Escovedo (timbales) – 1971, 1977-79 - James Mingo Lewis (congas) – 1972-1972 - Armando Peraza (congas, bongos) – 1976, 1977-90 - Francisco Aguabella (congas) – 1969 – 1971 - Orestes Vilato (timbales) – 1980-87 |
| jiné nástroje | |
| - Jules Broussard (saxofon) – 1974-75 - Oran Coltrane (saxofon) – 1992 | - Russell Tubbs (floutna) – 1978 |

## Diskografie

### Alba
- Santana (1969)
- Abraxas (1970)
- Santana III (1971)
- Caravanserai (1972)
- Welcome  (1973)
- Borboletta (1974)
- Greatest Hits (1974)
- Lotus (1974)
- Amigos (1976)
- Festival (1977)
- Moonflower (1977)
- Inner Secrets (1978)
- Marathon (1979)
- Zebop! (1981)
- Shangó (1982)
- Beyond Appearances (1985)